# Kramer (zespół muzyczny)
Kramer – polski zespół rockowy założony w 1991 roku w Kielcach. Zespół składał się z muzyków wywodzących się z Kielc i okolic. W 1992 roku zespół wydał swoją jedyną płytę Tylko Ty.

## Historia i działalność
Zespół powstał w Kielcach z inicjatywy Piotra Wrzosowskiego, Marcina Bracichowicza, Andrzeja Rajskiego, Mariusza Matyska i Rafała Nowaka. Wokalistami zespołu byli Monika Bożyk i Marcin Bracichowicz, zaś nieformalnym menadżerem grupy był gitarzysta IRY, Kuba Płucisz. Początkowo zespół intensywnie koncertował, zaś w 1992 roku  przy pomocy Płucisza wydał jedyny krążek zatytułowany Tylko Ty, który ukazał się nakładem firmy fonograficznej TOP Music z Krakowa, wydającej w tym okresie  płyty IRY.  Na płycie gościnnie w utworze Noc zaśpiewał wokalista zespołu IRA, Artur Gadowski. 
Zespół często występował w roli supportu przed grupą IRA. Na ich koncercie jako support pierwszy raz publicznie wystąpił Liroy (wówczas jeszcze jako PM Cool Lee). Zespół Kramer rozpadł się w 1993 roku z powodu przejścia części muzyków do grupy Ira.
Jeden z założycieli zespołu, Piotr Wrzosowski zmarł 25 maja 2016.

## Skład
- Monika Bożyk – śpiew
- Marcin Bracichowicz – śpiew, gitara elektryczna
- Piotr Wrzosowski – gitara elektryczna, wokal wspomagający
- Andrzej Rajski – perkusja
- Mariusz Matysek – gitara basowa, wokal wspomagający
- Rafał Nowak – harmonijka, perkusja, wokal wspomagający

## Dyskografia
- Tylko Ty (TOP Music, 1992)[5][3]